# Nissan Micra
Nissan Micra (транскр. Нисан микра) је мали аутомобил који производи јапанска фабрика аутомобила Нисан. Производи се од 1982. године, а тренутно је у производњи пета генерација.

## Историјат
Нисан микра заменио је Нисан чери на јапанском тржишту. Био је ексклузиван за Нисанову јапанску дилерску мрежу Нисан чери радњу до 1999. године када је мрежа "Чери" комбинована у Нисан Ред Стејџ до 2003. Све док Нисан није почео да продаје кеи аутомобиле у Јапану, марч је био Нисаново најмање возило и није преименован и продат у другим јапанским Нисановим дилерским мрежама. Конкуренти су Фолксваген поло, братски конкурент Рено клио, Опел корса, Тојота јарис, Форд фијеста, Пежо 208, Мазда 2, Сеат ибица, Хјундаи i20, Кија рио, Хонда џез и други.

### Прва генерација (1982–1992)
Оригинална микра (назив шасије К10) представљена је на јапанском тржишту у октобру 1982. као изазивач Хонда сити, Даихацу чарад, Сузуки култус и Тојота старлет. Намеравао је да замени Нисан чери као конкурента компаније у супермини сектору, пошто је модел чери који се продаје у Европи прогресивно постајао све већи са сваком узастопном генерацијом. У Јапану је био ексклузиван за локације продавница Нисан чери, пошто је јапанско тржиште чери преименовано у марч, захваљујући инжињерском доприносу Нисанове аквизиције компаније Принс Мотор Компанија 1966, која је првобитно развила одлазећу чери. Микра је имала посебно ниску потрошњу горива коју је омогућио специјално развијен мотор који се користи само у микри, неуобичајено висок степен преноса и посебно мала тежина: само 630 кг у раној европској верзији. Циљ мале тежине захтевао је минимум изолације, што значи да су раније микре биле прилично гласне. Јапански власници имали су користи од мотора испод 1.0 L када је дошло време да плате годишњу обавезу путарине.
Микра је у почетку била доступна са изузетно рафинираним потпуно алуминијумским МА10С СОХЦ мотором. Аутомобили на европском тржишту развили су 50 КС (37 кВ) или 55 КС (40 кВ) у верзији са високом компресијом у комбинацији са опцијом са пет брзина. Такође је био доступан са аутоматским (који се назива "Нисанматик"), четворостепеним или петостепеним мењачем. И аутоматски и петостепени мануелни мењач били су необични за супермини у то време. Нисанматик модел је првобитно имао верзију од 60 КС (44 кВ) од 1.0 литарске верзије.

#### Галерија
- I генерација, 5 врата
- I генерација, 3 врата

- I генерација, редизајн, 3 врата
- I генерација, редизајн, 3 врата

### Друга генерација (1992–2002)
Друга генерација К11 је направљена у Великој Британији, Јапану и Тајвану. Лансиран је у Јапану у јануару 1992. године, а пуштен у Европи у четвртом кварталу године. Покретали су га потпуно нови потпуно алуминијумски 1.0 L (ЦГ10ДЕ) и 1.3 L (ЦГ13ДЕ) ДОХЦ мотори са 16 вентила, са 55 КС (40 кВ) и 75 КС (55 кВ) респективно (већа снага су тражени у Јапану, према ЈИС, а не према ДИН/ЕЦЕ рејтингу), оба са ЕЦЦС (електронски концентрисани контролни систем) убризгавањем горива. То је била друга Ниссанова линија модела која се производила у Великој Британији у фабрици Нисан Мотор Мануфекчуринг УК (НМУК), Вашингтон Тајн и Вер. Дизел верзија је била понуђена на тржишту 1.5 L ПСА ТУД у Европи као микра 1.5 Д. ЦВТ аутоматски мењач и серво управљач били су опција на неким моделима, а листа опреме је укључивала безбедносне карактеристике које обично нису доступне у овом сегменту тржишта: појачана безбедност - кавез и греде на вратима за бочни удар били су стандардни, а сигурносни појасеви и ваздушни јастук за возача су били опциони. Међутим, друга генерација микре је постигло само скромне две звездице на Euro NCAP тестирању 1997. године. Ваздушни јастуци, антиблок кочнице, електрични прозори, централно закључавање и клима уређаји били су стандардна опрема или опције на неким моделима микра асортимана. Европски асортиман модела се састојао од 1.0 L и LX, 1.3 LX, SLX и Супер С. Аутомобил је убрзо освојио награду за Европски аутомобил године за 1993., поставши први јапански аутомобил који је то учинио. Такође је освојио награду за добар дизајн (награда за трговински и индустријски дизајн у Јапану) заједно са наградом за аутомобил године у Јапану 1992. На свом представљању 1993. године, освојио је награду за аутомобил године на конференцији истраживача и новинара у аутомобилској индустрији у Јапану. Како би прославио ове три главне награде, Нисан је произвео 2.000 примерака ограниченог В3 Авард издања.

#### Галерија
- II генерација, 5 врата

- II генерација, редизајн, 3 врата
- II генерација, редизајн, 3 врата
- II генерација, други редизајн, 3 врата
- II генерација, други редизајн, 3 врата
- II генерација, други редизајн, 5 врата

### Трећа генерација (2002–2011)
Следећа верзија микре, К12, представљена је у производном облику на Салону аутомобила у Паризу 2002. по узору на концептни аутомобил Нисан мм.е представљен годину раније на Салону аутомобила у Франкфурту. Уведен је на јапанско тржиште у фебруару 2002. и на европско тржиште крајем 2002., Аутомобил је рестилизован, са новим, 70 mm дужим међуосовинским растојањем (развијено у Реноу), повећаном висином и ширином, и истакнути фарови који се протежу у крилима/браницима. Редизајн се поклопио са јапанском Нисановом дилерском мрежом Нисан чери радња која је преименована у Нисан Ред Стејџ 1999. Остале карактеристике су укључивале клизно задње седиште и опционо паљење без кључа. Асортиман мотора укључивао је побољшане 1.2 (ЦР12ДЕ) и 1.4 (ЦР14ДЕ) бензинске моделе, као и 1.5 дизел јединицу (К9К) коју је производио Рено. Аутоматски ЦВТ мењач претходног модела замењен је конвенционалним аутоматским мењачем.

#### Галерија
- III генерација, 3 врата

- III генерација, редизајн, 5 врата
- III генерација, редизајн, 5 врата
- III генерација, редизајн, кабриолет
- унутрашњост, редизајн

- III генерација, други редизајн, 5 врата
- III генерација, други редизајн, 5 врата
- унутрашњост, други редизајн

### Четврта генерација (2010–2017)
Прве скице четврте генерације Нисан микре, прво интерно назване В02А као развојни код и К13 за шифру модела, представљене су 1. октобра 2009. године. Аутомобил је први пут приказан на 80. Међународном сајму аутомобила у Женеви.
Продата је у више од 160 земаља, укључујући Тајланд од марта 2010, Индију од јула 2010, Европу од новембра 2010 и Индонезију од децембра 2010. Био је то први Марцх/Мицра који је изграђен у северноамеричкој фабрици, иако је овај генерација није имала никакву продају у Сједињеним Државама. Међутим, К13 је био доступан у Канади након пролећа 2014. године.
Заснован је на В платформи са новим 1.2-литарским ХР12ДЕ (КСХ5) 59 кВ (79 кс) 108 Нм (80 фт⋅лбф), 3-цилиндричним мотором (први за март /микра). Крајем 2011. Ниссан је представио верзију 1.2 (ХР12ДДР) са компресором названу у Европи као микра 1.2 DIG-S и други мотор 1.5 (ХР15ДЕ) и 1.6 (ХР16ДЕ) за тржиште Јужне Америке, Азије и Аустралије. Очекује се да ће аутомобил бити штедљив, испоручујући 18 km до литра бензина. Нови систем заустављања у празном ходу, како се наводи, побољшава економичност горива за 2,0 км/Л. Има варијабилну контролу напона за производњу енергије са алтернатором (укључујући функцију регенеративног пуњења са енергијом кочења).
Микрин коефицијент отпора је само 0,32 који се делимично постиже елегантном линијом крова, са подигнутим задњим крајем, који оптимално прилагођава проток ваздуха на задње стране и друге елементе каросерије дизајниране да смање отпор ваздуха као што су ретровизори, велики предњи спојлер и конфигурацију подвозја. Лагани кровни панел помаже у одржавању тежине на 915 kg.

#### Галерија
- IV генерација, 5 врата
- унутрашњост

- IV генерација, редизајн, 5 врата
- IV генерација, редизајн, 5 врата
- унутрашњост

### Пета генерација (2016–)
Микра пете генерације, К14, представљена је на Салону аутомобила у Паризу 2016. Има потпуно нови дизајн екстеријера и ентеријера и дели исту платформу од свог претходника.
Мицра пете генерације доступна је само у Европи и на одабраним тржиштима као што су Јужна Африка, Израел, Турска и Мароко. Продаја у Европи почела је у марту 2017. године. У Јужној Африци, пета генерација микре се продаје заједно са четвртом генерацијом микра актив и продаја је почела у јуну 2018. До 2022. мицра актив се више није продавала у Јужној Африци и само је пета генерација „нова“ микра и даље била доступна . Планови за продају микре у Латинској Америци су укинути јер ће модел бити прескуп. Слични планови за довођење нове пете генерације микре у Канаду су такође укинути пошто је њена главна продајна тачка била преко 10.000 долара, а продаја више од 10.000 долара. недавни модел би дошао по скупој цени.
Његов асортиман мотора дели Рено клио IV. Основни мотор је почетни, 1.0-литарски бензински мотор који производи 70 КС (52 кВ), док је био у понуди и са 1.5-литарским дизел мотором који производи 90 КС (67 кВ) и 0.9 бензински мотор који производи 90 КС (67 кВ) (95 КС (71 кВ) са функцијом овербуст). К14 микра долази са системом који се зове контрола трагова, који спречава недовољно управљање лаганим стискањем кочница.

#### Галерија
- V генерација, редизајн, 5 врата
- унутрашњост